# 失去的爱情

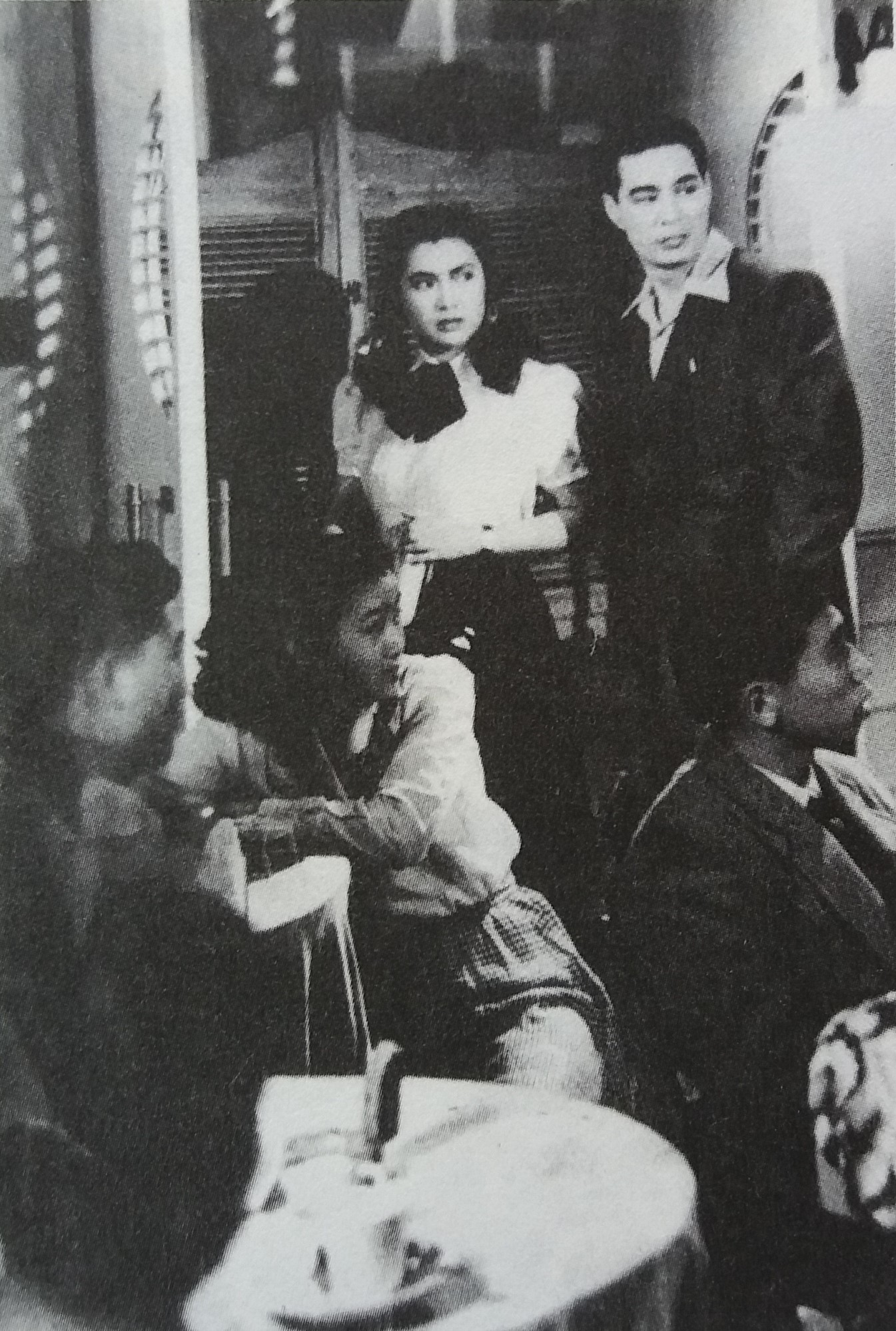
《失去的爱情》剧照

《失去的爱情》是一部由汤晓丹执导，金焰和秦怡主演，1949年公映的的华语电影。该片是中华人民共和国成立前中国公映的最后一部电影，也是金焰和秦怡唯一的一部合作影片。:188-191:121-131中华人民共和国成立后，一些思想偏颇的导演清理片库时，认为该片与当时的大环境不适宜，而将该片母带和国泰电影公司的其它母带一起烧毁，使该片失传。不过1997年，秦怡出访马来西亚时，当地一位影迷拷贝收集了她出演的所有电影，其中包括该部失传的影片。:131

## 剧情
方千和丽英原本是相恋的一对文艺工作者。抗日战争爆发后，方千参加了抗日宣传工作。丽英因为母亲生病，留在沦陷区，以教书为生。不久，她生了一个男孩，失去了工作，生活艰难，还常受敌伪爪牙的纠缠。奸商余达乘人之危，娶丽英为妻，后阴谋害死丽英的母亲、孩子，还强占女佣翠花，陷害翠花的丈夫。屡遭打击的丽英患上了心脏病。抗日战争胜利后，方千从内地回上海，成为一名记者。余达则摇身一变成了“地下工作者”，更加横行霸道。方千在旧房东指引下在杭州寻找到十年前的恋人丽英，发现她正遭丈夫虐待，欲入不能，怅然而归。后来，他收到丽英的一封信，得知她迫于生活嫁给富商余达。见方千回来后，丽英向余达提出离婚，但遭余达更加残酷的折磨。第二日，方千按丽英信上所写，在一家咖啡馆赴约，但丽英却没有来。方千后在晚报得知余达被谋杀的消息。在法庭上，法官以仇杀定翠花为主犯。但丽英不忍翠花无辜受冤，当庭承认自己毒死余达。丽英被法庭判处了死刑。临刑之日，丽英寄语方千好好生活。方千遵照丽英遗嘱，揖别丽英母子坟墓，走向新的生活。

## 演员表
| 演员   | 角色   | 简介 |
| ------ | ------ | ---- |
| 金焰   | 秦方千 |      |
| 秦怡   | 裘丽英 |      |
| 周伯勋 | 余达   |      |